# Děd
Děd är ett berg i Tjeckien.   Det ligger i regionen Mellersta Böhmen, i den centrala delen av landet, 30 km väster om huvudstaden Prag. Toppen på Děd är 480 meter över havet.
Terrängen runt Děd är huvudsakligen lite kuperad.Runt Děd är det tätbefolkat, med 308 invånare per kvadratkilometer. Närmaste större samhälle är Beroun, 2,7 km öster om Děd. I omgivningarna runt Děd växer i huvudsak blandskog.